# Großheubach
Großheubach település Németországban, azon belül Bajorországban. Lakosainak száma 5120 fő (2023. december 31.). Großheubach Röllbach, Collenberg, Bürgstadt, Miltenberg, Kleinheubach, Laudenbach (Unterfranken) és Klingenberg am Main községekkel határos.

## Népesség
A település népessége az elmúlt években az alábbi módon változott:
| Lakosok száma | 1839 | 3143 | 4500 | 4596 | 5094 | 5139 | 5096 | 5037 | 5061 | 5120 |
|               | 1875 | 1950 | 1975 | 1987 | 2012 | 2014 | 2016 | 2017 | 2021 | 2023 |